# Theater Görlitz
Das Theater Görlitz ist ein Theaterbauwerk für Oper und Schauspiel in der ostsächsischen Stadt Görlitz. Der Bau wird im Volksmund auf Grund der opulenten Innenausstattung Kleine Semperoper genannt.

## Lage

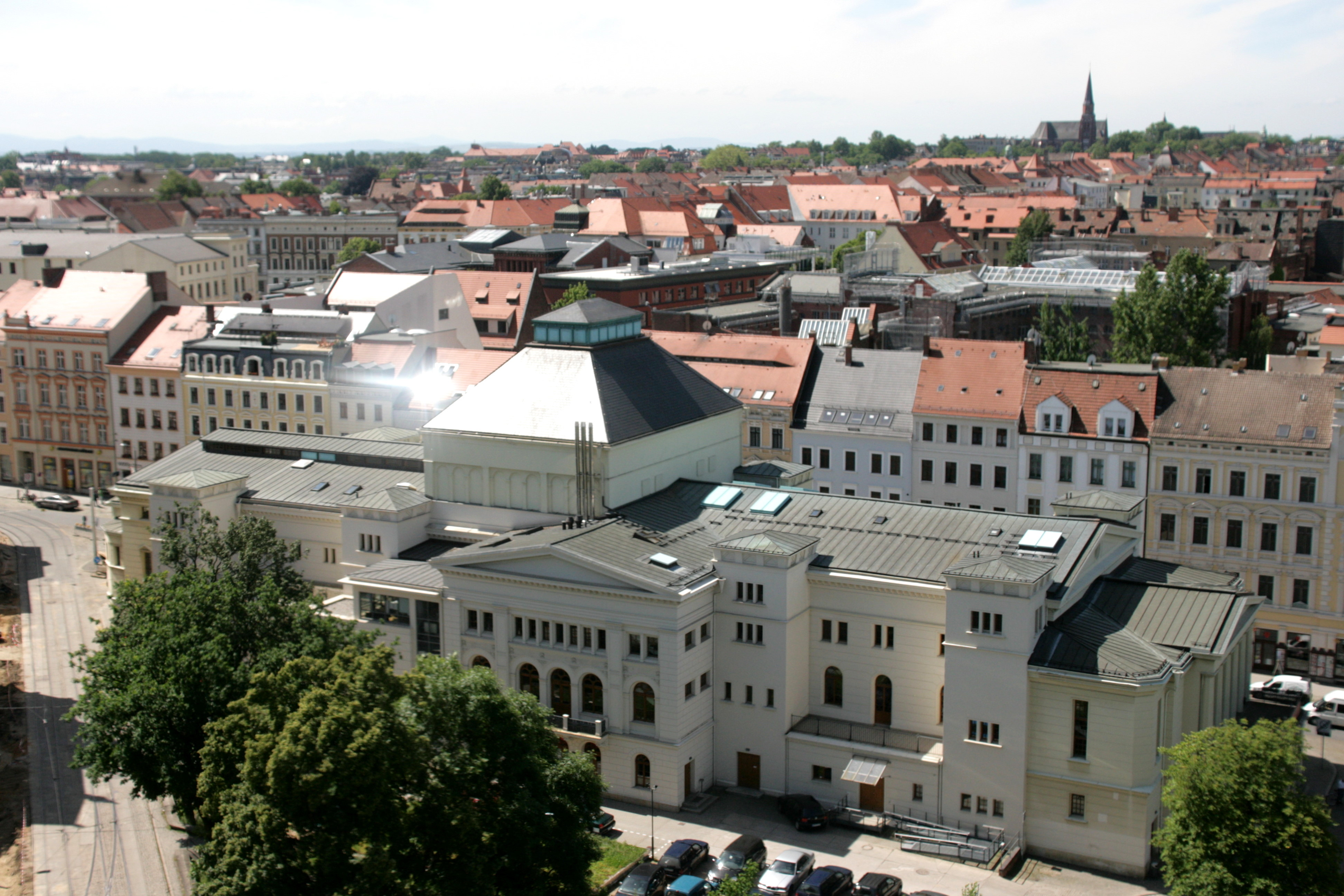
Die Nordostlängsseite des Theaters

Das Theater befindet sich in der Innenstadt auf dem Demianiplatz. Der Haupteingang des Theaters befindet sich auf der Nordwestseite des Baus in direkter Nachbarschaft zum Kaisertrutz.

## Geschichte
Der erste Entwurf für den Theaterneubau wurde vom Berliner Architekten Eduard Titz eingereicht, jedoch aus finanziellen Gründen abgelehnt. Schließlich wurde der Bau nach den Plänen des ansässigen Maurermeisters Gustav Kießler und Baumeisters Karl Friedrich Wilhelm Fischer ausgeführt. Nach anderen Quellen wurde dabei der Entwurf von Titz in leicht abgeänderter Form verwendet.
Am 1. Juni 1850 fand die Grundsteinlegung statt, und bereits am 2. Oktober 1851 wurde das Theater mit Friedrich Schillers Drama Don Karlos feierlich eröffnet. Anfang des 20. Jahrhunderts wurde statt der ursprünglichen Gasbeleuchtung elektrisches Licht installiert. Im Jahr 1911 baute man an die Nordseite die Eingangshalle samt dem darüberliegenden Balkon an. Der Balkon wird von einer Tempelfront im Stil der griechischen Antike getragen, die dem Haupteingang vorgeblendet ist. Die Stadt Görlitz übernahm 1923 die Betriebsführung des Theaters, das zuvor an verschiedene Schauspielgesellschaften verpachtet wurde. Sie entschloss sich zu zahlreichen Umbauarbeiten. So wurde Mitte der 1920er Jahre die Hinterbühne und das Kulissenhaus auf der dem Görlitzer Warenhaus zugewandten Seite angebaut. Die südwestliche Längsseite wurde an die Anbauten angepasst. Auch der Zuschauerraum wurde umgestaltet. Die Decke wurde mit kunstvollen roten und goldenen Ornamenten, gemalten Köpfen und Musengestalten verziert. Auch die Ränge und Portale erhielten Stuck- und Goldverzierungen. Den Blickfang an der Decke bildete der tropfenförmige Kristalllüster. In den 1960er Jahren fiel er der Vereinfachung des Zuschauerraums zum Opfer.

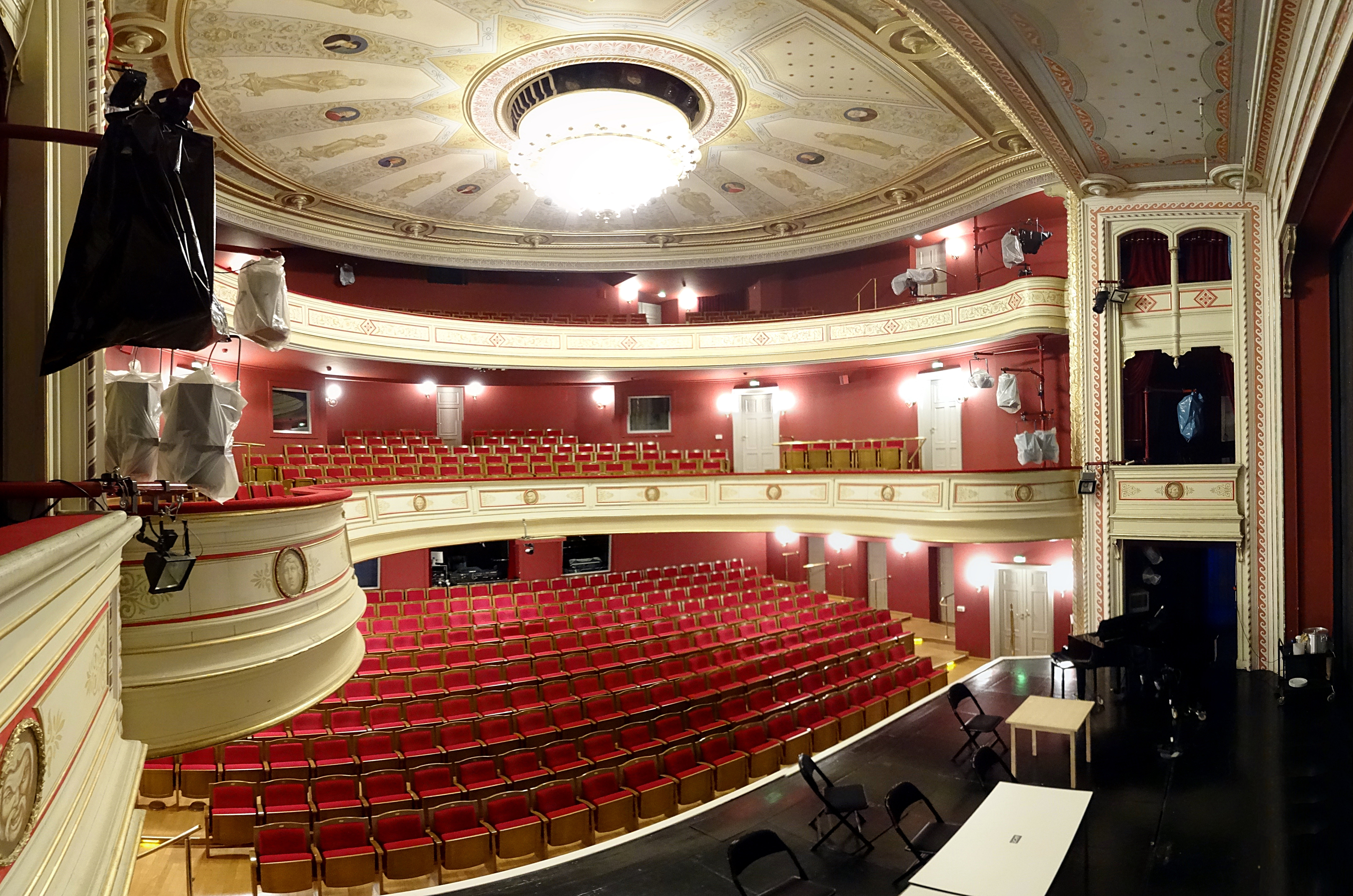
Der Zuschauerraum

Im September 2002 konnte nach eineinhalbjähriger Bauzeit und Theaterbetrieb auf der Hinterbühne der komplett rekonstruierte Zuschauerraum seiner Bestimmung übergeben werden. Das Haus wurde von Grund auf saniert. Es erhielt eine neue Heizung, neuen Fußboden und eine neue Bestuhlung sowie moderne Beleuchtungs- und Tontechnik. Der Zuschauerraum erstrahlt seit der Restaurierung wieder im Bild von 1873.

## Betrieb
Das Görlitzer Haus produziert seit 1999 Musiktheater für den gesamten Kulturraum Oberlausitz-Niederschlesien. Mit den Opern-, Operetten-, Musical- und Ballettaufführungen sowie Konzerten der Neuen Lausitzer Philharmonie spielt das Görlitzer Ensemble regelmäßig in Bautzen, Hoyerswerda, Kamenz und weiteren Orten des Kulturraums. Auch Gastspiele anderer Ensembles finden im Görlitzer Haus statt.
Am 1. Januar 2011 fusionierte das Gerhart-Hauptmann-Theater Zittau mit dem Görlitzer Theater zur Gerhart-Hauptmann-Theater Görlitz-Zittau GmbH. Bereits von 1963 bis 1989 waren beide Häuser miteinander vereinigt.